# أرقماني

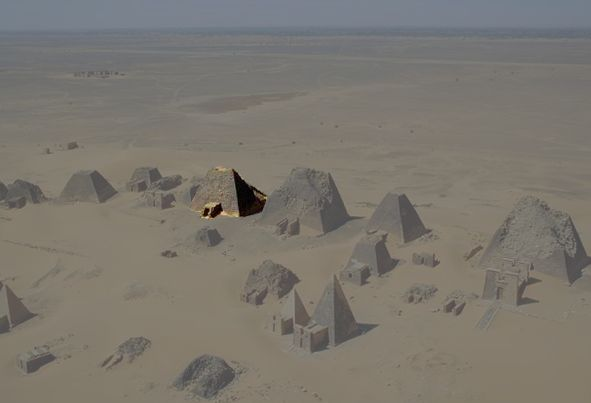
الهرم (رقم 7)

أرقماني أو إرغامنس الثاني كان ملكًا لكوش من أواخر القرن الثالث إلى أوائل القرن الثاني قبل الميلاد.

## السيرة الذاتية
يُعتقد أن أرقماني كان يحكم مروي في وقت ثورة هوروينيفر ضد بطليموس الرابع (حكم 221-204 قبل الميلاد)، ويشهد عليه من قبل عدد من النقوش من كلابشة، فيلة ومعبد الدكة. دفن أرقماني في هرم Beg. N 7 في مروي.
استخدم أرقماني اسمًا ملكيًا مصريًا يعكس على الأرجح سيطرته على النوبة السفلى. كما استخدم أسماء جنائزية مثل حورس كاشي-نتجيري-خبير الذي يعني "الكوشي الذي يأتي إلى الوجود إلهي" ولقب بأنكجدت-مرياسيت الذي يعني "الحياة المعطاة، حبيب إيزيس"، إضافة إلى اسم مكلتك إسترِك المكتوب بالخط المروي الذي لا يُعرف معناه.

أحيانًا كان يعتقد أنه الملك إرغامنس الذي ذكره المؤرخ ديودوروس سيكولوس، لكن العلماء المعاصرين يعتقدون أن ملكًا سابقًا اسمه أراكاماني تتطابق عليه موصفات المؤرخ أكثر من هذا الملك.

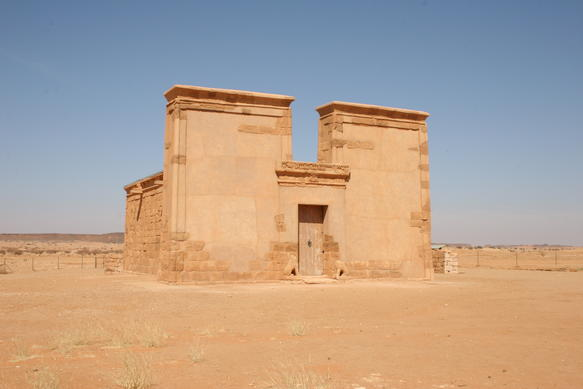
معبد أبيماك في مساوارة السفرة بناه أرقماني
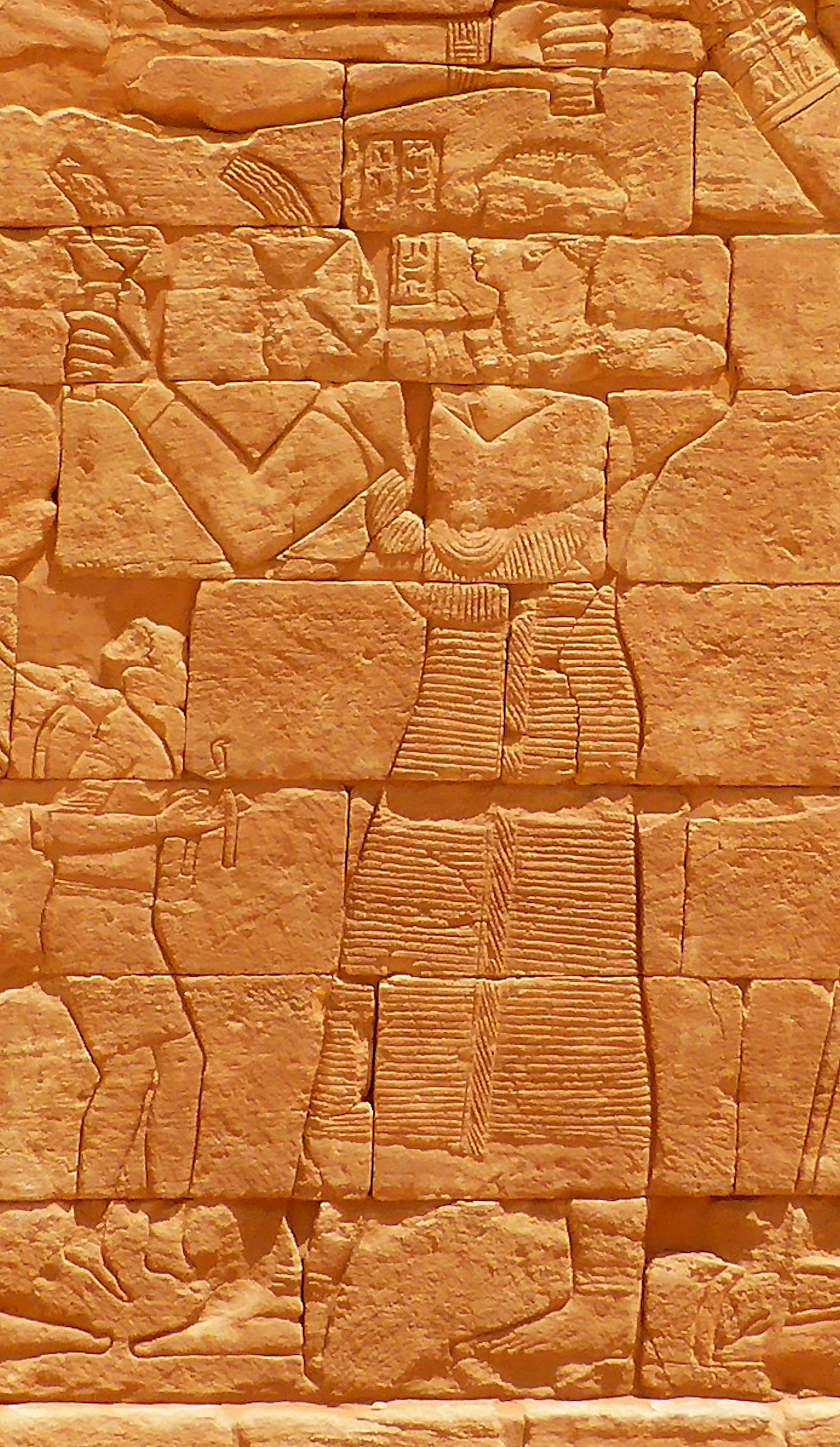
الأمير أركا ابن أرنيخماني، وربما هو أرقاماني.
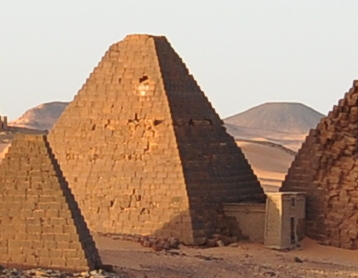
هرم الملك أرقاماني بمقبرة مروي الشمالية